# Сандульский, Вадим Александрович
Вади́м Алекса́ндрович Санду́льский (рум. Vadim Alexandru Sandulschi; 13 октября 1989, Томск) — молдавский и российский самбист, боец смешанного стиля, представитель полусредней весовой категории. Трёхкратный чемпион Молдавии по боевому самбо, грэпплингу, мастер спорта по боевому самбо и дзюдо. Начиная с 2011 года на профессиональном уровне выступает в ММА, известен по участию в турнирах таких бойцовских организаций как Eurasia Fight Nights и League S-70.

## Биография
Вадим Сандульский родился 13 октября 1989 года в Томске. Поскольку его отец был военным, семья часто переезжала, и в школу он пошёл в городе Сороки в Молдавии. В возрасте одиннадцати лет записался в местную секцию бокса, в 2005 году занимался в секциях по тайскому боксу и дзюдо. Выступал по дзюдо на различных юниорских соревнованиях, в частности в 2007 году выполнил в этой дисциплине норматив мастера спорта. С 2010 года активно занимался боевым самбо, дважды становился чемпионом Молдавии по боевому самбо и тоже добился звания мастера спорта. Помимо этого, является кандидатом в мастера спорта по армейскому рукопашному бою, победитель открытого чемпионата Москвы по АРБ. Серебряный призёр чемпионата Москвы по панкратиону.
В смешанных единоборствах дебютировал в сентябре 2011 года на турнире в Одессе, в первом поединке встретился с титулованным российским самбистом Хабибом Нурмагомедовым и проиграл ему в первом же раунде удушающим приёмом «треугольник». Второй поединок тоже проиграл сдачей, на сей раз его победил сильный украинский боец Владимир Катыхин. Тем не менее, далее последовала серия из пяти побед подряд — Сандульский переехал на постоянное жительство в Москву и принял участие в турнирах нескольких российских промоушенов, в частности отметился победой на турнире Eurasia Fight Nights.
В августе 2013 года выступил на турнире «Плотформа S-70» в Сочи, где удушающим приёмом сзади проиграл непобеждённому украинскому проспекту Ярославу Амосову. Несмотря на поражение, продолжил участвовать в боях и затем одержал три победы подряд, в том числе единогласным решением судей победил Василия Зубкова в четвертьфинале гран-при полусреднего веса на турнире Fight Nights Global 46. На полуфинальной стадии гран-при встретился с Магомедом Нуровым и проиграл ему техническим нокаутом в первом раунде.
Имеет высшее образование, в 2011 году окончил Государственный аграрный университет Молдовы, где обучался по специальности «Общий менеджмент». В 2014 году поступил в Российский государственный университет физической культуры, спорта, молодёжи и туризма, обучается здесь по специальности «Теория и методика служебно-прикладных единоборств».
Совместно с С. С. Хандожко и Э. М. Боковым входил в состав сборной Центрального округа войск национальной гвардии Российской Федерации по армейскому рукопашному бою 2017 -2018 гг.

## Статистика в профессиональном ММА
| Боёв 14  | Побед 9 | Поражений 5 |
| -------- | ------- | ----------- |
| Нокаутом | 3       | 1           |
| Сдачей   | 5       | 3           |
| Решением | 1       | 1           |

| Результат | Рекорд | Соперник              | Способ                 | Турнир                             | Дата             | Раунд | Время | Место                    | Примечание                                |
| --------- | ------ | --------------------- | ---------------------- | ---------------------------------- | ---------------- | ----- | ----- | ------------------------ | ----------------------------------------- |
| Поражение | 9-5    | Магомед Нуров         | TKO (удары локтями)    | Fight Nights Global 53, Day 2      | 8 октября 2016   | 1     | 4:30  | Москва, Россия           | Полуфинал гран-при полусреднего веса.     |
| Победа    | 9-4    | Василий Зубков        | Единогласное решение   | Fight Nights Global 46             | 29 апреля 2016   | 3     | 5:00  | Москва, Россия           | Четвертьфинал гран-при полусреднего веса. |
| Победа    | 8-4    | Иван Загубынога       | Сдача (удушение сзади) | Rod Fighting: Moscow Calling       | 14 сентября 2014 | 1     | 3:00  | Москва, Россия           |                                           |
| Победа    | 7-4    | Илья Мартысюк         | TKO (удары руками)     | Rod Fighting: Moscow Calling       | 14 сентября 2014 | 1     | 3:08  | Москва, Россия           |                                           |
| Поражение | 6-4    | Турсунбек Асильгазиев | Раздельное решение     | Rod Fighting: Shield and Sword 5   | 19 декабря 2013  | 3     | 5:00  | Москва, Россия           |                                           |
| Победа    | 6-3    | Паникос Христофи      | Раздельное решение     | CIMAS                              | 10 ноября 2013   | 1     | 0:00  | Лимасол, Республика Кипр |                                           |
| Поражение | 5-3    | Ярослав Амосов        | Сдача (удушение сзади) | League S-70: Плотформа 4           | 17 августа 2013  | 3     | 3:03  | Сочи, Россия             |                                           |
| Победа    | 5-2    | Евгений Фоменко       | TKO (удары руками)     | Во славу рода: Овертайм 2          | 27 апреля 2013   | 1     | 1:18  | Москва, Россия           |                                           |
| Победа    | 4-2    | Багаутдин Абасов      | Сдача (треугольник)    | Fight Nights: Битва под Москвой 10 | 23 февраля 2013  | 1     | 2:44  | Москва, Россия           |                                           |
| Победа    | 3-2    | Артём Ямщиков         | Сдача (удушение сзади) | Во славу рода: Овертайм 1          | 27 октября 2012  | 1     | 2:56  | Москва, Россия           |                                           |
| Победа    | 2-2    | Сергей Веселов        | Сдача (рычаг локтя)    | ECSF: MMA Ukraine Cup 1            | 11 мая 2012      | 1     | 1:55  | Львов, Украина           |                                           |
| Победа    | 1-2    | Трофим Попеску        | Сдача (удушение сзади) | Герой арены                        | 20 апреля 2012   | 1     | 1:37  | Кишинёв, Молдавия        |                                           |
| Поражение | 0-2    | Владимир Катыхин      | Сдача (удушение сзади) | VMG: Восьмиугольник                | 21 марта 2012    | 1     | 0:00  | Минск, Белоруссия        |                                           |
| Поражение | 0-1    | Хабиб Нурмагомедов    | Сдача (треугольник)    | ProFC / GM Fight Ukraine Cup 3     | 15 сентября 2011 | 1     | 3:01  | Одесса, Украина          |                                           |